# Жеребцов, Иван Иванович
Иван Иванович Жеребцов (1912—1944) — старший сержант Рабоче-крестьянской Красной Армии, участник Великой Отечественной войны, Герой Советского Союза (1944).

## Биография
Иван Жеребцов родился в 1912 году в селе Богородское (ныне — Вадинский район Пензенской области). В феврале 1942 года был призван на службу в Рабоче-крестьянскую Красную Армию; с февраля 1943 года — на фронтах Великой Отечественной войны. Принимал участие в боях на Северо-Западном, Центральном и 1-м Украинском фронтах. Участвовал в Курской битве, Черниговско-Припятской операции, битве за Днепр, освобождении Киевской области, Житомирско-Бердичевской операции. К январю 1944 года гвардии старший сержант Иван Жеребцов командовал отделением 12-го гвардейского воздушно-десантного полка 4-й гвардейской воздушно-десантной дивизии 40-й армии 1-го Украинского фронта. Отличился во время Корсунь-Шевченковской операции.
27 января 1944 года в районе села Балабановка Оратовского района Винницкой области Украинской ССР в критический момент боя Жеребцов с гранатами бросился под немецкий танк, ценой своей жизни уничтожив его. Похоронен в селе Княжья Криница.
Указом Президиума Верховного Совета СССР от 13 сентября 1944 года за «мужество и героизм, проявленные в Корсунь-Шевченковской операции», гвардии старший сержант Иван Жеребцов посмертно был удостоен высокого звания Героя Советского Союза.
Был также награждён орденом Красного Знамени, медалью «За отвагу».